# آتش‌سوزی بزرگ تورنتو (۱۹۰۴)

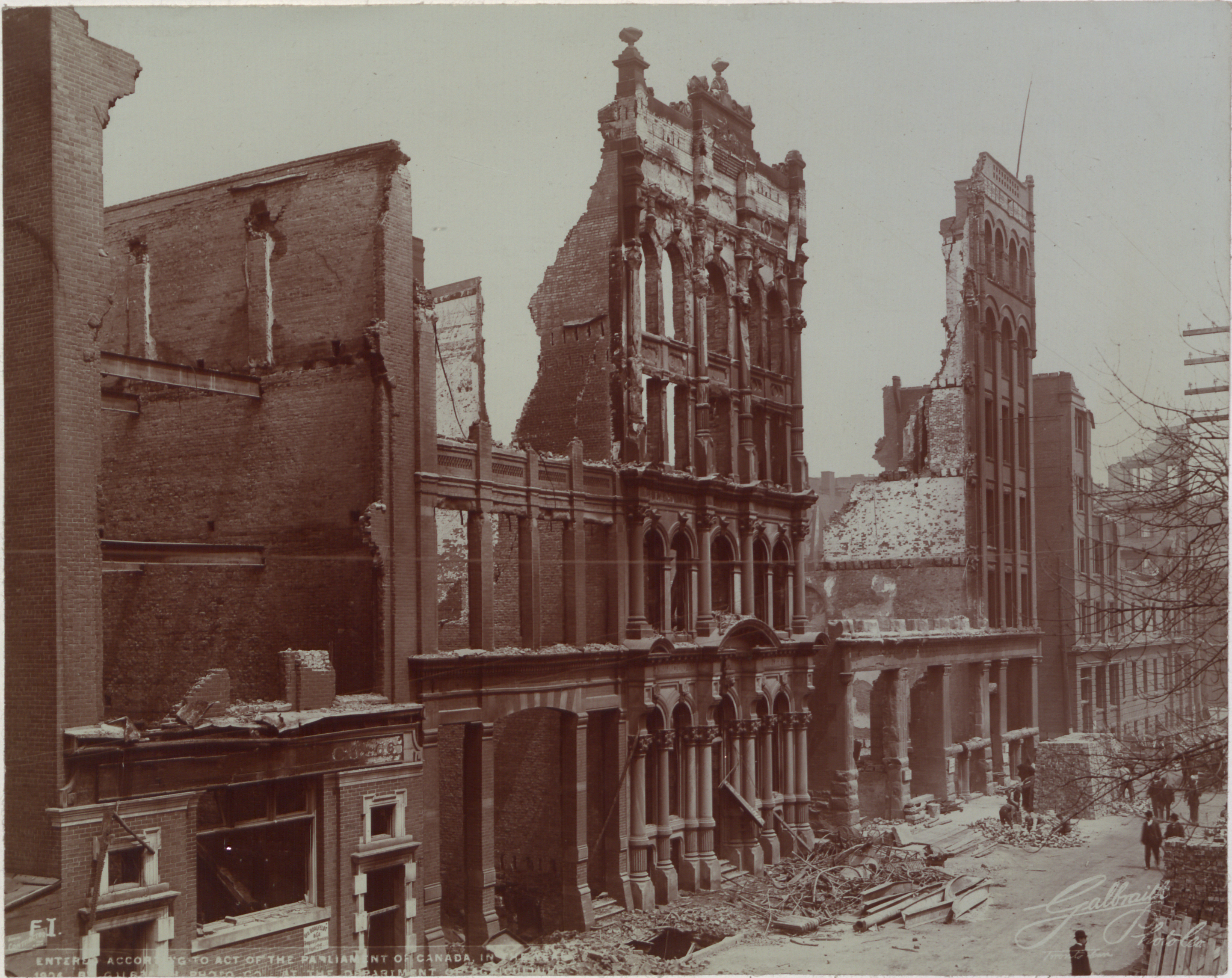
جایی که آتش‌سوزی تورنتو آغاز شد

آتش‌سوزی بزرگ تورنتو (انگلیسی: Great Fire of Toronto) آتش‌سوزی بزرگی بود که بخش بزرگی از مرکز شهر تورنتو، انتاریو، کانادا را در ۱۹ آوریل ۱۹۰۴ نابود کرد. این دومین آتش‌سوزی برای این شهر در تاریخ آن بود.